# Fedez
Fedez, pseudonimo di Federico Leonardo Lucia (Milano, 15 ottobre 1989), è un rapper e personaggio televisivo italiano.

## Biografia

### Gli inizi e i primi album
È nato a Milano il 15 ottobre 1989, cresciuto nell'hinterland, a Buccinasco. La sua famiglia paterna è originaria di Castel Lagopesole, in provincia di Potenza, e ha dichiarato che tra i suoi avi figura il brigante Ninco Nanco. Durante l'adolescenza ha frequentato il liceo artistico, abbandonando tuttavia gli studi al quarto anno.
Nel 2007 ha realizzato il suo primo mixtape Pat-a-Cake, per l'etichetta discografica indipendente Funk Ya Mama del rapper Esa. Successivamente esordisce su palcoscenici più ampi in qualità di seconda voce durante le esibizioni dal vivo del rapper Fadamat, con cui lavorò ad un disco collaborativo, che finì per non essere mai pubblicato. Nel 2010 ha pubblicato il suo secondo mixtape BCPT, a cui hanno collaborato artisti appartenenti alla scena rap italiana come Emis Killa, G. Soave e Maxi B. Durante lo stesso anno ha pubblicato anche l'EP Diss-Agio, in collaborazione con Vincenzo da Via Anfossi e Dinamite e prodotto da JT.
Nel marzo 2011 Fedez ha pubblicato l'album di debutto Penisola che non c'è, un'uscita autoprodotta la cui produzione totale costò al rapper 500 euro. Nel mese di dicembre dello stesso anno è uscito il secondo album Il mio primo disco da venduto, prodotto dalla Tanta Roba, etichetta di Guè e DJ Harsh. L'album ha visto la partecipazione di molti artisti della scena hip hop italiana, come il già citato Guè, Entics, Marracash, J-Ax, Jake La Furia e i Two Fingerz. Sempre nel 2011, partecipa all'album dei produttori Don Joe e Shablo Thori & Rocce, nella canzone Fuori luogo, realizzata insieme a CaneSecco e Gemitaiz; l'anno successivo partecipa all'album Hanno ucciso l'Uomo Ragno 2012 in duetto con Max Pezzali nel brano Jolly Blue.

### Sig. Brainwash - L'arte di accontentare

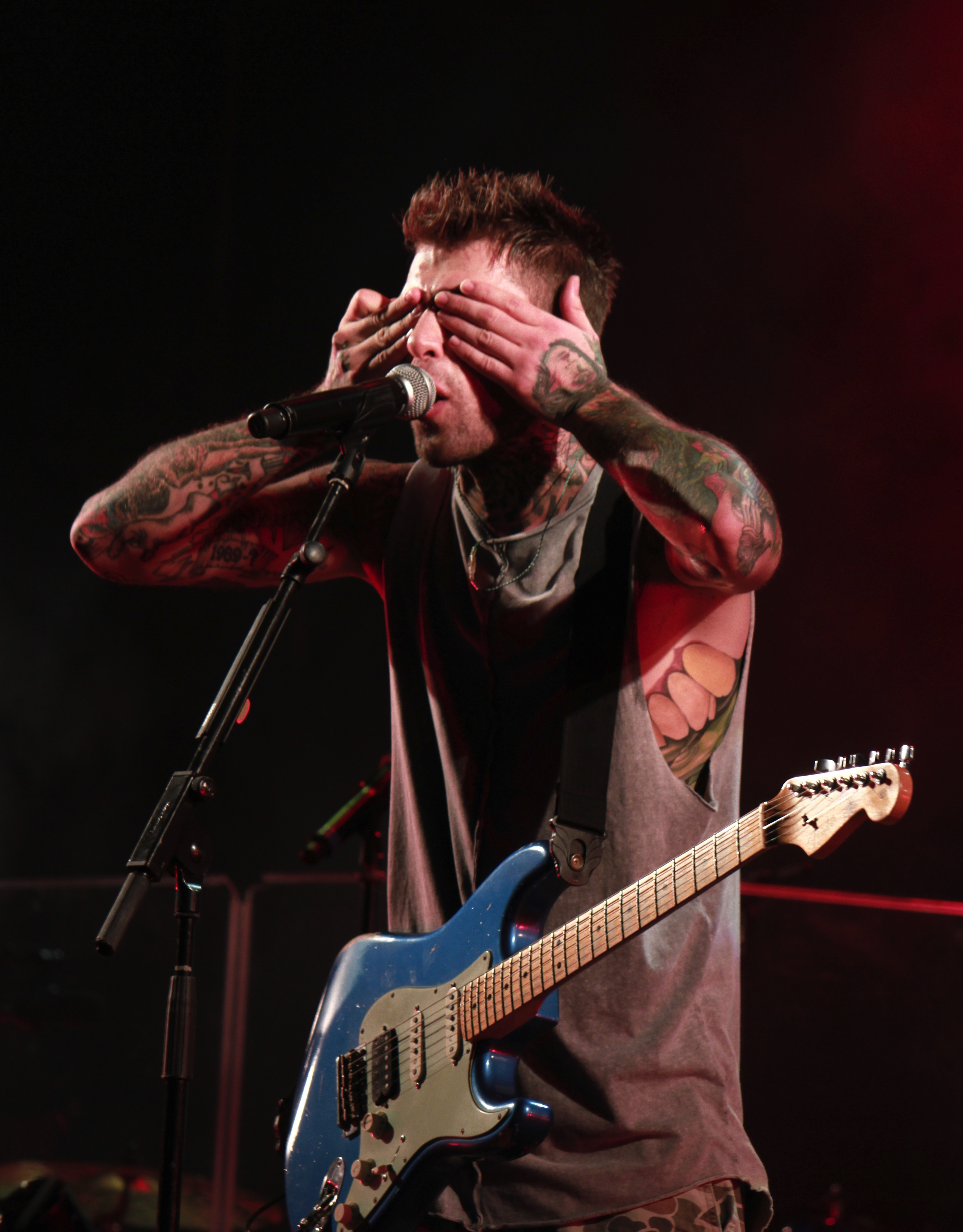
Fedez in concerto nel luglio 2015

Attraverso il proprio canale YouTube, Fedez pubblica una serie di tre video intitolata Zedef Chronicles, nella quale il rapper racconta alcune storie della sua vita quotidiana e annuncia di essere al lavoro sul terzo album in studio, intitolato Sig. Brainwash - L'arte di accontentare e previsto per il 2013. In questo album il rapper annuncia alcune novità, tra cui un brano eseguito con la chitarra. Il 12 dicembre 2012 ottiene 4 nomination agli MTV Hip Hop Awards 2012: Best New Artist, Best Live, Video of the Year (con Faccio brutto) e Song of the Year (sempre con Faccio brutto), quest'ultima vinta.
Il 29 gennaio 2013 è stato pubblicato per il download digitale il singolo Si scrive schiavitù si legge libertà, seguito pochi giorni più tardi dal secondo singolo Dai cazzo Federico. Il 1º marzo è stato pubblicato il terzo singolo Cigno nero, realizzato con la partecipazione di Francesca Michielin; il relativo video è stato pubblicato tre giorni dopo.
Il 5 marzo è stato pubblicato Sig. Brainwash - L'arte di accontentare, il quale, durante la prima settimana di rilevazione, si posiziona alla prima posizione della classifica italiana degli album. A poche settimane dall'uscita, l'album è stato certificato disco di platino per le 60 000 copie vendute. Sempre nel mese di maggio, Fedez ha ricevuto una candidatura agli MTV Awards nella categoria Superman.
Il 31 maggio viene pubblicato il quarto singolo Alfonso Signorini (eroe nazionale), il cui video è stato pubblicato il 14 giugno; successivamente, il 6 agosto viene pubblicato Bocciofili, singolo del rapper Dargen D'Amico contenuto nell'album Vivere aiuta a non morire e realizzato insieme allo stesso Fedez e a Mistico. Il 18 ottobre Sig. Brainwash - L'arte di accontentare supera le 120 000 copie vendute, diventando doppio disco di platino.
Nel mese di dicembre il rapper J-Ax annuncia di aver fondato una nuova etichetta discografica indipendente insieme a Fedez, la Newtopia; il nome scelto deriva da una citazione tratta da una conferenza stampa di John Lennon, il quale, invitato dall'allora presidente degli Stati Uniti d'America Richard Nixon a lasciare New York per Londra, spiegò di essere cittadino di una realtà immaginaria denominata appunto Newtopia.
Il 5 dello stesso mese i Two Fingerz hanno pubblicato La cassa dritta, singolo che ha visto la partecipazione di Fedez, mentre il 20 dicembre il rapper ha pubblicato su YouTube il video di un brano natalizio intitolato Babbo Natale mi ha detto che i tuoi genitori non esistono, il quale ha visto la partecipazione dei rapper Fred De Palma, Denny La Home e dei Bushwaka. Insieme a questi ultimi, Fedez ha realizzato il brano Twist, pubblicato il 3 marzo 2014.
Nel maggio del 2014 è stata ufficializzata la sua partecipazione tra i giudici del talent show X Factor insieme a Morgan, Mika e Victoria Cabello. In tale occasione è riuscito a portare allo scontro finale due dei concorrenti da lui patrocinati, Madh e Lorenzo Fragola, vincendo la competizione con quest'ultimo. Il rapper ha ricoperto tale ruolo anche nelle successive quattro edizioni del programma.
Durante la sua prima esperienza in veste di giudice a X Factor, è stato elogiato dal sito Rockol per aver dimostrato «sensibilità, conoscenze musicali molto più ampie del suo orticello e una proprietà lessicale non così comune tra suoi coetanei».
Il 20 giugno dello stesso anno Sig. Brainwash - L'arte di accontentare è stato certificato tre volte disco platino per aver raggiunto la soglia delle 150 000 copie vendute.

### Pop-Hoolista

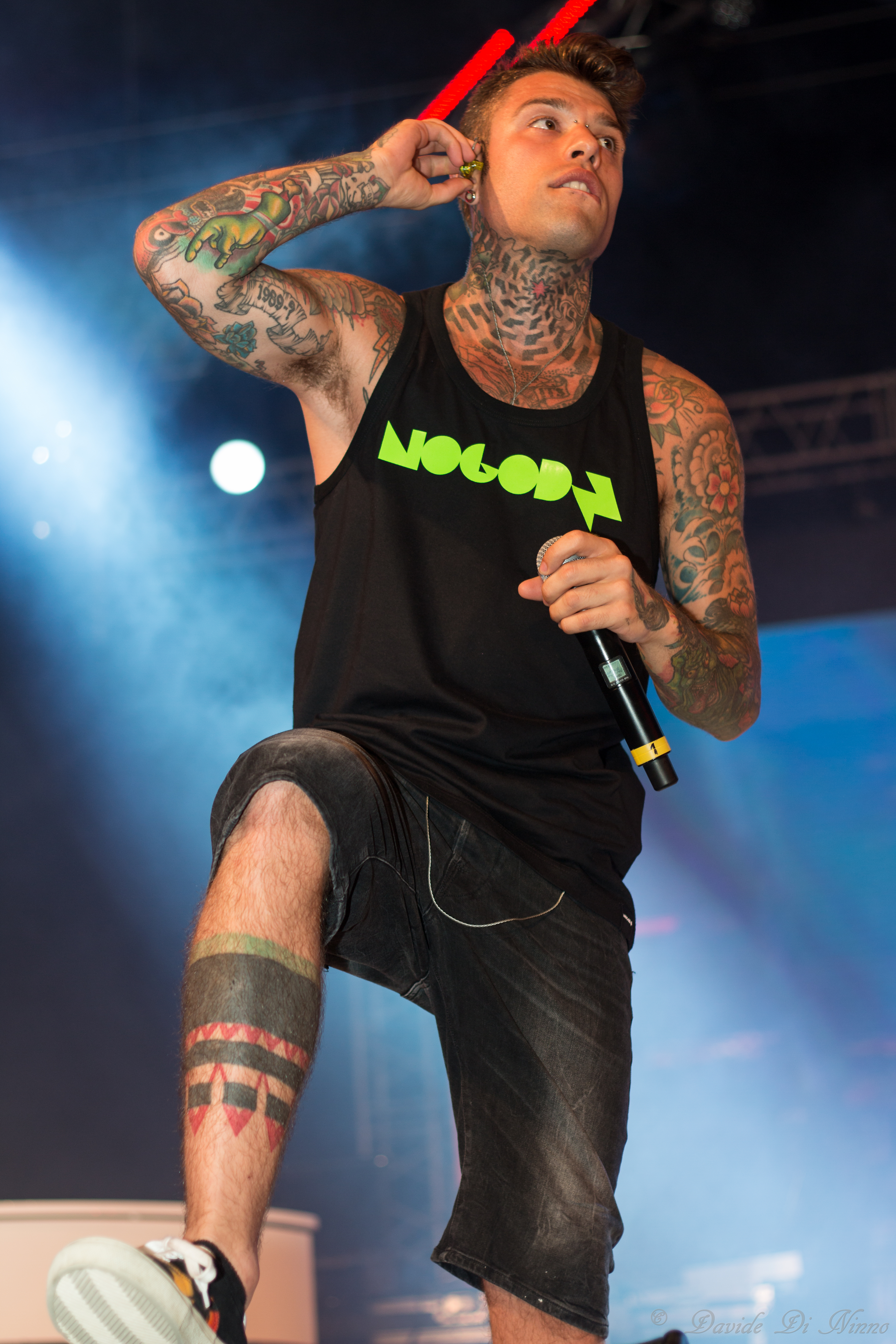
Fedez in concerto a Riccione nel 2016

Il 10 settembre 2014 Fedez ha annunciato il quarto album in studio, intitolato Pop-Hoolista, uscito il 30 settembre 2014 per la sua etichetta discografica indipendente Newtopia, con distribuzione Sony Music. Ad anticiparne la pubblicazione sono stati i video di Veleno per topic, pubblicato il 17 settembre, e di Generazione bho, pubblicato il 29 dello stesso mese ed estratto come primo singolo nello stesso giorno.
Registrato a Los Angeles nel corso dell'estate, l'album è costituito da 20 brani, la maggior parte dei quali hanno visto la partecipazione di artisti italiani, come Elisa, Noemi e Francesca Michielin. Come avvenuto con il precedente album, anche Pop-Hoolista ha debuttato alla prima posizione della classifica italiana degli album, venendo certificato disco d'oro dalla FIMI ad appena una settimana dalla sua pubblicazione. Due mesi più tardi, l'album è stato certificato anche disco di platino dallo stesso ente per aver raggiunto la soglia delle 50 000 copie vendute.

Nel mese di ottobre 2014, in occasione della manifestazione Italia 5 Stelle organizzata dal Movimento 5 Stelle di Beppe Grillo presso il Circo Massimo di Roma, Fedez ha realizzato il brano inedito Non sono partito, scelto dagli organizzatori come inno della manifestazione. Nello stesso mese due deputati del Partito Democratico, Federico Gelli ed Ernesto Magorno, hanno chiesto ai vertici di Sky l'esclusione di Fedez da X Factor, richiesta motivata dal suo essere simpatizzante del Movimento 5 Stelle. Il rapper ha replicato all'iniziativa dei due politici con la seguente dichiarazione:
Sempre nell'ottobre 2014 è stato nuovamente oggetto di critiche che lo hanno apostrofato come fascista in quanto avrebbe criticato la scelta da parte di un concorrente di presentare un brano di Lucio Dalla contenente un riferimento al pugno chiuso. In realtà, la critica costituisce un fraintendimento, perché Fedez contesta non il brano in sé ma il fatto di averlo presentato in un contesto avulso da quello originale con il rischio di svilire il significato originario del testo di Dalla e quindi il valore politico del "pugno alzato", come precisato in seguito dal rapper. Al termine del mese, il rapper ha pubblicato il secondo singolo estratto da Pop-Hoolista, ovvero Magnifico e realizzato in duetto con Francesca Michielin. Nel dicembre 2014, Fedez è riuscito a portare alla penultima puntata di X Factor i suoi tre concorrenti (Madh, Lorenzo Fragola e Leiner Riflessi) all'esibizione dell'inedito, primato fin da quel momento detenuto da Simona Ventura nella quinta edizione del talent show. L'11 dicembre 2014 ha vinto X Factor in veste di giudice avendo portato i suoi due artisti presenti alla finale (Lorenzo Fragola e Madh) all'ultimo scontro, poi classificatisi primo e secondo. Attraverso la propria etichetta Newtopia ha siglato un accordo con la Sony Music per il co-management di Lorenzo Fragola e di Madh.
Agli inizi del 2015 Pop-Hoolista ha raggiunto la soglia delle 100 000 copie vendute, venendo pertanto certificato doppio disco di platino dalla FIMI. Il 27 gennaio dello stesso anno è stato pubblicato il quinto album in studio di J-Ax Il bello d'esser brutti, contenente, tra i vari duetti, quello con Fedez nel brano Bimbiminkia4life, mentre due mesi più tardi è stato pubblicato L'amore eternit, terzo singolo estratto da Pop-Hoolista e realizzato in collaborazione con Noemi. Successivamente, Fedez ha collaborato con il rapper Caneda e con la cantante pop statunitense Ariana Grande, rispettivamente ai brani Seven e a una rivisitazione di One Last Time. Entrambi i brani sono stati pubblicati come singoli rispettivamente il 25 e il 26 maggio 2015.
Il 28 settembre è stato annunciato il singolo 21 grammi, uscito il 2 ottobre e che ha anticipato la riedizione di Pop-Hoolista, denominata Cosodipinto Edition e pubblicata il 9 ottobre. A fine anno Pop-Hoolista ha venduto oltre 200 000 copie, venendo pertanto certificato quattro volte disco di platino, mentre i singoli estratti da esso hanno venduto un totale di 600 000 copie (cinque dischi di platino per Magnifico, tre per L'amore eternit, due per Generazione bho e un disco di platino per 21 grammi e per Beautiful Disaster).

### Collaborazione con J-Ax

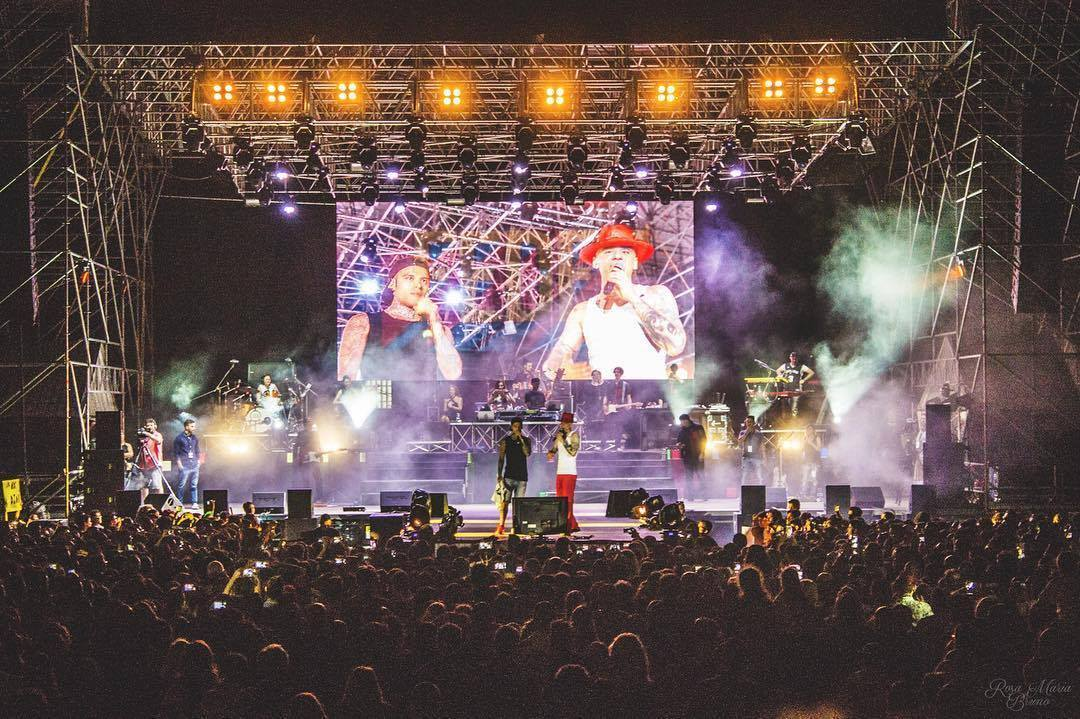
Fedez e J-Ax in concerto nel 2018

Il 25 febbraio 2016 Fedez ha annunciato di essere al lavoro insieme al rapper J-Ax su un album in studio in collaborazione, previsto per lo stesso anno. Il 6 maggio i due rapper hanno pubblicato il singolo Vorrei ma non posto, accompagnato dal relativo video musicale. Nel mese di giugno è stato rivelato che l'album verrà pubblicato nel 2017 e l'obiettivo dei due artisti è pubblicare un'opera contenente trenta brani.
Ad aprile 2016 il rapper ha annunciato che dal 1º gennaio 2017 lascerà la SIAE per affidare i suoi diritti musicali a Soundreef.
Il 18 novembre 2016 è uscito il secondo singolo in collaborazione con J-Ax, intitolato Assenzio e che ha visto la partecipazione di Stash dei The Kolors e di Levante, mentre tre giorni più tardi è stato presentato l'album dei due rapper, intitolato Comunisti col Rolex e pubblicato il 20 gennaio 2017. Il disco, composto da 19 brani, ha ottenuto un ottimo successo in Italia grazie anche ai successivi singoli Piccole cose e Senza pagare, risultando l'album italiano più venduto dell'anno. Un'ultima collaborazione con J-Ax è stato il singolo inedito Italiana, reso disponibile a partire dal 4 maggio 2018.

### Paranoia Airlines
Il 23 dicembre 2017 il rapper ha pubblicato il singolo benefico Le palle di Natale, il cui ricavato è stato donato all'associazione ONLUS Noi per gli animali. Dopo circa un anno, il 2 novembre 2018 è stato pubblicato il singolo Prima di ogni cosa. 
Il 21 novembre 2018 Fedez ha rivelato di aver portato a termine la realizzazione del suo quinto album da solista, intitolato Paranoia Airlines. Pochi giorni più tardi è stata annunciata la data di pubblicazione, fissata al 25 gennaio 2019. Ad anticipare l'album sono stati anche i singoli Che cazzo ridi, uscito il 4 gennaio e realizzato insieme a Tedua e Trippie Redd, e Holding Out for You, pubblicato l'11 gennaio e che ha visto la partecipazione di Zara Larsson.
A partire dal 2020 è uno dei conduttori del podcast Muschio selvaggio, realizzato in collaborazione con Luis Sal. Ogni episodio del programma consiste in un dibattito con un ospite, che varia di puntata in puntata. Nel dicembre del 2020 il comune di Milano conferisce a lui e alla moglie Chiara Ferragni l'Ambrogino d'oro per l'impegno nella raccolta fondi a seguito della pandemia di COVID-19.

### Disumanoe altri progetti
Nel 2021 ha preso parte al 71º Festival di Sanremo in coppia con Francesca Michielin con il brano Chiamami per nome, segnando la sua prima partecipazione alla kermesse, alla quale si classifica secondo. Lo stesso anno conduce insieme a Mara Maionchi LOL - Chi ride è fuori su Prime Video, mentre l'11 giugno ha pubblicato il singolo Mille, realizzato insieme a Achille Lauro e Orietta Berti, divenuto un tormentone estivo e che ha vinto il premio FIMI ai Power Hits Estate. A settembre è uscito il singolo Meglio del cinema, mentre il 1º novembre 2021 è stato annunciato il suo sesto album Disumano, in uscita il 26 dello stesso mese, in contemporanea con il singolo Sapore, in collaborazione con Tedua.
Il 3 giugno 2022 viene pubblicato il singolo La dolce vita in collaborazione con Tananai e Mara Sattei. Intorno allo stesso periodo è tornato a collaborare con J-Ax al progetto Love Mi, evento di beneficenza realizzato il 28 giugno presso piazza Duomo a Milano, a cui hanno preso parte vari artisti tra cui Dargen D'Amico, Ghali, Myss Keta e Nitro.
Nell'aprile 2023 ha firmato un nuovo contratto discografico con la Warner Music Italy, terminando di fatto la collaborazione decenalle con la Sony Music. La prima pubblicazione sotto la nuova etichetta è stato il singolo Disco Paradise, inciso con Annalisa e gli Articolo 31 e che ha raggiunto il terzo posto della Top Singoli.
A settembre 2024 con la pubblicazione del brano Di Caprio (con il featuring di Niky Savage) e precedenti dichiarazioni, dà il via ad un dissing contro il rapper Tony Effe, il quale gli risponderà con un freestyle ed una canzone dedicata alla ex moglie di Federico, Chiara Ferragni.
Nel febbraio 2025 partecipa al 75º Festival di Sanremo con l'inedito Battito, piazzandosi in quarta posizione.

## Stile musicale e critica

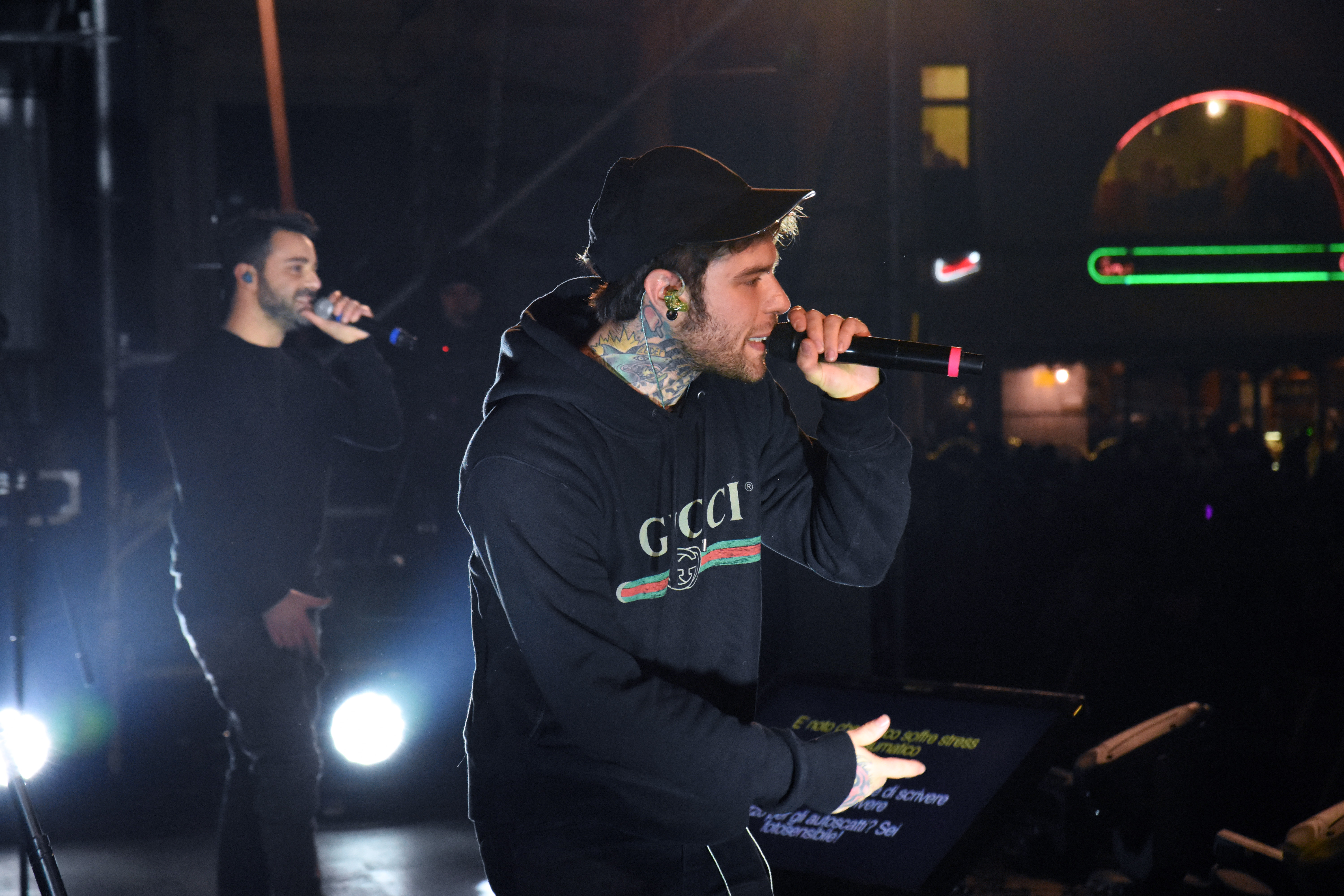
Fedez in concerto a Parma per il Capodanno 2018

Una parte della critica ha individuato in Fedez alcuni punti deboli durante i primi anni di carriera del rapper: alcune ingenuità in merito all'uso delle rime e alla scelta delle tematiche (ritenute troppo generaliste) e insicurezza nelle metriche. Il sito Rockit ha aggiunto ai suoi punti deboli anche le critiche per «rime facili, orribili ritornelli pop e abuso di Auto-Tune [...] in qualche modo artefatto, fatto apposta per accontentare e soddisfare le esigenze dei palati più pigri».
Con il procedersi della sua carriera la critica ha notato un direzionamento sempre più pop nella musica di Fedez. Il sito Rapburger, attraverso un editoriale scritto in occasione della pubblicazione di Pop-Hoolista, ha criticato duramente le scelte musicali del rapper, ed il suo aver «fatto coincidere la data di uscita del suo album con una massiccia campagna promozionale della sua figura dove la musica occupa un ruolo abbastanza irrilevante», definendo Fedez, «un artista molto intelligente che fa musica molto brutta». Ondarock, recensendo Paranoia Airlines, ha concluso affermando che la sua musica sia «sempre spazzatura» con «uno squallido ammicco ai giovanissimi». la Repubblica e Libero recensendo Disumano hanno criticato la musicalità delle canzoni, definite «inascoltabili», notando una «caccia alla visibilità» nei suoi testi, basata sullo «sparlare degli altri».

## Vita privata
A ottobre del 2016 ha ufficializzato la relazione con l'imprenditrice Chiara Ferragni. La coppia si è sposata il 1º settembre 2018 a Noto, in Sicilia, con una cerimonia privata riservata ad amici e parenti. Dalla coppia sono nati due figli: Leone, nato il 19 marzo 2018, e Vittoria, nata il 23 marzo 2021. La coppia si separa nel 2024 e divorzia l'anno successivo.
Durante un'intervista del 2017 il rapper ha affermato di aver «provato qualsiasi tipo di droga, tranne l'eroina» durante la terza adolescenza, e che ciò lo ha portato ad avere problemi quali ansia e attacchi di panico che lo hanno allontanato dall'uso di qualsiasi sostanza, portandolo a condurre una vita completamente sobria.
Nel 2019 fu colpito da un episodio acuto di demielinizzazione. Nel marzo 2022, dopo aver annunciato sui social di avere un problema di salute, si è sottoposto ad un intervento chirurgico di duodenocefalopancreasectomia per un tumore al pancreas di tipo neuroendocrino.
Tra febbraio e marzo del 2023, in seguito ad un periodo di forte pressione mediatica e controversie pubbliche per Fedez, varie testate giornalistiche notarono, nelle apparizioni pubbliche del rapper, divenute in quel periodo più rade, la balbuzie. Nel marzo del 2023 il rapper ha raccontato che nei precedenti mesi avesse iniziato a sottoporsi all'uso di diversi psicofarmaci, a scopo terapeutico, terminando con il subire effetti collaterali importanti. All'interruzione del trattamento dei farmaci ha sofferto un effetto rebound che lo ha portato nei momenti più drastici ad avere «tic nervosi che mi hanno impedito di parlare in maniera libera».
In seguito a problemi sorti in estate e ai postumi dell'intervento, nell'ottobre 2023 è stato operato d'urgenza per una doppia emorragia interna allo stomaco causata da ulcera gastrica e ischemia. Nel luglio 2024 è stato nuovamente operato d'urgenza, in quanto soggetto ad emorragie interne a causa dei postumi dell'operazione per rimuovere il tumore del 2022.

## Filantropia e attivismo
Nel marzo 2020, a seguito dell'emergenza sanitaria in Italia scattata durante la pandemia di COVID-19, Fedez e Ferragni hanno lanciato una raccolta fondi per l'ospedale San Raffaele al fine di aumentare i posti letto della terapia intensiva e sostenere numerose associazioni e organizzazioni di volontariato per sostenere l'emergenza, con la società GoFundMe. Dopo aver effettuato una donazione pari a 100 000 euro, la raccolta ha raggiunto quasi 17 milioni di euro in due mesi, divenendo il crowdfunding più grande d'Europa e tra le 10 più grandi campagne del mondo.
Nel 2021, successivamente alla performance con Francesca Michielin al Concerto del Primo Maggio, il rapper è intervenuto durante il concerto leggendo un discorso in difesa del Ddl Zan dei diritti LGBT in Italia, riportando citazioni omofobe di esponenti del partito della Lega, tra cui Matteo Salvini, Simone Pillon, Giovanni De Paoli, Andrea Ostellari e Alessandro Rinaldi, nei confronti dell'omosessualità e libertà sessuali. Ha inoltre citato Jacopo Coghe, esponente del movimento pro-life, in merito alla sua affiliazione controversa ai movimenti cattolici, in quanto il Vaticano abbia investito in aziende che producono metodi contraccettivi. Un altro tema trattato nel corso del monologo è stato in riferimento alla gestione della pandemia di COVID-19 in Italia nei confronti del sostegno dei lavoratori dello spettacolo, esortando il Presidente del Consiglio dei ministri Mario Draghi ad intervenire al più presto. Il rapper si è ulteriormente soffermato sulla libertà di espressione, accusando i vertici della rete televisiva Rai 3, Ilaria Capitani e Franco Di Mare, di aver chiesto di censurare il proprio discorso poiché ritenuto «inopportuno al contesto».

## Procedimenti giudiziari
Dal 13 maggio 2024 Fedez è indagato per rissa, lesioni e percosse dalla Procura di Milano nell’ambito dell’inchiesta relativa all’aggressione al personal trainer Cristiano Iovino avvenuta il 22 aprile 2024 a Milano. Il 6 maggio 2025 l'inchiesta è stata archiviata da Vincenza Maccora, giudice delle indagini preliminari. L'accusa di rissa non ha le prove sufficienti, mentre quella per lesioni e percosse non è proseguibile poiché Iovino non ha mai presentato querela contro Fedez e, di conseguenza, non sono mai stati accertati i danni.

## Controversie
Fedez è diventato noto per i ripetuti scontri sui social network con vari personaggi dello spettacolo e con figure politiche, come Andrea Bocelli, Anna Oxa, Antonio Dikele Distefano, Jovanotti, Morgan, Chef Rubio, Fabri Fibra, Fabrizio Corona, Highsnob, Ornella Muti, Pio e Amedeo, Salmo, Vittorio Sgarbi, Barbara D'Urso, Letizia Moratti, Marracash, Ghali, Guè, Matteo Salvini, Francesco Facchinetti, Maurizio Gasparri e Costantino della Gherardesca.

### EXPO 2015 di Milano
Nei primi giorni di maggio 2015, in occasione delle manifestazioni contro l'Expo 2015, che hanno portato a disordini violenti a Milano da parte dei black bloc, con danni causati ammontabili a tre milioni di euro, Fedez venne accusato da varie testate giornalistiche e figure politiche per istigazione alla violenza urbana, in quanto abbia espresso il proprio sostegno ai No Expo su Twitter. In seguito agli avvenimenti, il rapper ha chiarito di essersi espresso a favore della manifestazione e non dei conseguenti danni, affermando che ciò che è accaduto «trascende qualsiasi giustificazione. Ieri era protesta legittima oggi è scempio. Ed è palese che la manifestazione di ieri e le violenze che stanno avvenendo in queste ore non sono minimamente paragonabili».

### Accuse di avere scrittori ombra
Fedez è stato accusato da diversi colleghi dello scenario musicale hip hop italiano di avere dei ghostwriter dietro alla realizzazione dei suoi brani. In risposta a degli insulti fatti da Fedez nella canzone del 2014 Veleno per topic alla manager Paola Zukar, lei rispose nel suo libro Rap. Una storia italiana del 2017, e nella risposta citò l'utilizzo di Fedez di scrittori ombra quali Danti dei Two Fingerz, Fred De Palma e Marco Mengoni. Altre figure del panorama musicale che hanno criticato Fedez per l'utilizzo di scrittori ombra includono il rapper Marracash e la rivista musicale Rolling Stone Italia.

### Accuse di omofobia
Nella canzone del 2011 Tutto il contrario prende in giro Tiziano Ferro per il suo coming out («Mi interessa che Tiziano Ferro abbia fatto outing / Ora so che ha mangiato più würstel che crauti / Si era presentato in modo strano con Cristicchi / "Ciao, sono Tiziano, non è che me lo ficchi?"»). Ferro nel 2019, durante la conferenza stampa di presentazione del suo album Accetto miracoli, parlò degli attacchi di omofobia ricevuti durante gli anni, citando l'episodio di Fedez e dicendo «Che un idolo dei ragazzini mi prenda in giro su questo è un atto di bullismo molto forte». Fedez si è scusato dicendo che era troppo giovane quando scrisse quelle parole, ma Ferro non ha accettato le scuse. Altre rime omofobe sono presenti in altri brani, tra cui Canzone gay («Io lo so che ti piacciono le canzoni gay / Più ti guardi allo specchio, più ti credi una lei») e Ti porto con me («Non fare l'emo frocio con lo smalto sulle dita»). Nel 2020 alcune parole del testo della canzone Le feste di Pablo («tipa con la sorpresa») vennero accusate dalla comunità LGBT di transfobia.
Nel 2021, in seguito alle accuse di omofobia e di incoerenza dopo il suo discorso sul palco del Primo Maggio, Fedez ha risposto «Ho sbagliato e peccato, anni fa ero più ignorante» accusando il contesto del quartiere in cui è cresciuto in cui non c'era un'educazione appropriata sul tema.

### Spreco alimentare per scopi mediatici
Per i suoi 29 anni lui, la moglie e alcuni amici hanno tenuto una festa di compleanno presso un supermercato di Milano, lanciandosi frutta e verdura. A seguito delle critiche emerse sulla rete sociale per il modo in cui è stato sprecato il cibo, Ferragni ha risposto che «probabilmente la location non è stata la scelta migliore, perché ci sono stati degli episodi di goliardia. Mi spiace e mi scuso se qualcuno di voi ha visto un messaggio diverso». L'azienda ha successivamente preso le distanze dicendo che ha solamente affittato il market chiuso ricevendo i soldi per tutta la merce presente. Ulteriori polemiche riguardo la questione emersero a seguito della pubblicazione di un video tramite Tabloit.it, che mostra Ferragni, Fedez e la madre di quest'ultimo decidere le contromosse alle critiche ricevute per lo spreco di cibo, durante la medesima festa nel supermercato di Milano, con Fedez sorpreso a dire "Diciamo che lo diamo in beneficenza?", riferendosi al cibo sprecato.

### Accuse di brand activism
Nel febbraio 2023 la giornalista Selvaggia Lucarelli in un articolo per Il Fatto Quotidiano ha accusato Fedez di lucrare dalle uova pasquali di beneficenza vendute per supportare l'ONLUS Tog e la fondazione Zedef dello stesso rapper. La giornalista riportò che la cifra da devolvere non sarebbe stata proporzionale alle vendite, ma già stabilita a priori e non nota pubblicamente. Dopo la replica del rapper, in cui si è dissociato dalle accuse della giornalista, Lucarelli ha dichiarato che la risposta del rapper non entrava nel merito delle accuse. La giornalista inoltre ha citato la beneficenza attuata da Ferragni e Balocco come caso analogo.

### Cause legali con Codacons
Successivamente alla creazione attraverso la piattaforma GoFundMe Ireland di una raccolta fondi a sostegno della terapia intensiva dell'Ospedale San Raffaele nel corso della pandemia di COVID-19 in Italia, da parte di Fedez e la moglie, in affiliazione alla società Doom, il rapper è stato interessato da numerose polemiche, mosse principalmente dal Codacons. Quest'ultimo ha accusato il rapper di non aver avvisato i partecipanti alla raccolta fondi delle commissioni automaticamente impostate a carico del benefattore a favore della piattaforma per ogni donazione effettuata. Nel 2020 L'Autorità garante della concorrenza e del mercato ha multato la piattaforma per un valore di 1,5 milioni di euro, dichiarando che la società ha fornito informazioni ingannevoli sull’assenza di costi riguardo ai servizi erogati con la preimpostazione di commissioni verso le stesse variabili pari al 10% o al 15% della donazione. A conclusione del processo giudiziario il Codacons ha denunciato Fedez per diversi reati, tra i quali l’associazione per delinquere e le minacce plurime, nell'ambito delle polemiche intercorse nel corso del processo; la denuncia è stata poi archiviata dal Tribunale di Milano.
Nel gennaio 2023 Fedez ha perso una causa contro il Codacons: il Tribunale di Roma ha rigettato la denuncia presentata da Fedez, che accusava di truffa l'associazione dei consumatori per aver pubblicato un banner sul proprio sito internet relativo ad una raccolta fondi per attività legali in tema COVID-19. Nel bocciare il ricorso del rapper, il giudice Gabriele Tomei ha riconosciuto la piena legittimità dell'iniziativa Codacons, sostenendo nell’ordinanza di archiviazione che «il banner incriminato solo ad un lettore disattento poteva apparire ambiguo e fuorviante». L'associazione a seguito del verdetto ha denunciato il rapper per calunnia, in quanto ritenuta un tentativo dell'artista di ritorsione per la multa dell'Antitrust fatta elevare dal Codacons a GoFundMe dopo la raccolta fondi in favore dell'ospedale San Raffaele nel 2019.

### Partecipazione al Festival di Sanremo 2025
Successivamente al ritiro di Emis Killa  dalla manifestazione in seguito alla sua iscrizione nel registro degli indagati per il reato di associazione per delinquere nell'ambito di un'inchiesta "Doppia Curva" della direzione distrettuale antimafia della procura di Milano sugli affari criminali afferenti i gruppi ultras interisti e milanisti. Il 13 febbraio 2025 è stata riportata da La Repubblica un'intercettazione telefonica tra Fedez e Luca Lucci, capo degli ultras del Milan indagato per l'inchiesta "Doppia Curva", nel corso del Festival. Il fatto ha portato nel corso della conferenza stampa di presentazione della terza serata del festival, alcuni giornalisti hanno esposto il quesito sulla partecipazione di Fedez, sia per l'intercettazione che poiché indagato per rissa, lesioni e percosse dalla Procura di Milano nell’ambito dell’inchiesta relativa all’aggressione al personal trainer Cristiano Iovino avvenuta il 22 aprile 2024 a Milano, denotando l'assenza del rapper nel corso delle conferenze stampa dedicate agli artisti. Conti ha confermato che per regolamento la partecipazione alla kermesse sia garantita, mentre il capo dell’ufficio stampa della Rai Fabrizio Casinelli ha riportato che non vi è alcun obbligo per i partecipanti di presenziare alle conferenze stampa.

## Discografia
- 2011 – Penisola che non c'è
- 2011 – Il mio primo disco da venduto
- 2013 – Sig. Brainwash - L'arte di accontentare
- 2014 – Pop-Hoolista
- 2017 – Comunisti col Rolex (con J-Ax)
- 2019 – Paranoia Airlines
- 2021 – Disumano

## Filmografia

### Attore

#### Cinema
- Zeta - Una storia hip-hop, regia di Cosimo Alemà (2016)
- Chiara Ferragni - Unposted, regia di Elisa Amoruso (2019)

#### Televisione
- Un passo dal cielo, regia di Riccardo Donna (2017)
- The Ferragnez – docuserie (2021-2023)

### Doppiatore
- Wet-fire in Space Jam: New Legends, regia di Malcolm D. Lee (2021)

## Televisione
- X Factor (Sky Uno, 2014-2018; 2022-2023)
- Celebrity Hunted: Caccia all'uomo (Prime Video, 2020)
- LOL - Chi ride è fuori (Prime Video, dal 2021 al 2024)
- The Ferragnez (Prime Video, 2021-2023)
- Muschio selvaggio da Sanremo (Rai 2, RaiPlay, 2023)
- GialappaShow (TV8, 2023) ospite

## Pubblicità
- Giravolte Casa Modena (2017)
- Kena Mobile (2018) – con Lino Banfi
- Vodafone (2019)
- Prime Video (2020)
- Vestiaire Collective (2022)
- McDonald's (2023)

## Partecipazioni a manifestazioni canore
- Festival di Sanremo (Rai 1)
  - 2021 - 2º posto sezione "Campioni" con Chiamami per nome, in coppia con Francesca Michielin
  - 2025 - 4º posto sezione "Campioni" con Battito

## Riconoscimenti
- MTV Hip Hop Awards 2012
  - 2012 – Candidatura come Best New Artist
  - 2012 – Song of the Year per Faccio brutto
  - 2012 – Canditadura come Video of the Year per Faccio brutto
  - 2012 – Canditadura come Best Live
- MTV Awards 2013
  - 2013 – Candidatura come Air Action Vigorsol Super Man
  - 2013 – Instavip
- Music Awards 2014
  - 2014 – Premio CD Multiplatino per Sig. Brainwash - L'arte di accontentare (Diamond Edition)
- Wind Music Awards 2015
  - 2015 – Premio CD Multiplatino per Pop-Hoolista
  - 2015 – Premio Singolo Multiplatino per Magnifico
- MTV Awards 2015
  - 2015 – Superman
- Summer Festival
  - 2015 – Canzone dell'estate 2015 per Magnifico